# Собор Святого Семейства (Найроби)
Кафедральный собор Святого Семейства (англ. The Cathedral Basilica оf the Holy Family) — католический собор в Найроби, столице Кении; малая базилика (1982); кафедра архиепископа Найроби. Собор, построенный в 1904 году, является первым каменным зданием города.
Приход собора Святого Семейства учреждён в 1904 году. Служба ведётся по латинскому обряду.
6 мая 1980 года собор посетил Папа Римский Иоанн Павел II. 15 февраля 1982 года собору присвоен титул малой базилики — это единственная малая базилика в Кении.